# Wilhelm von Lüderitz
Wilhelm Karl Heinrich von Lüderitz (* 14. Juli 1828 in Anklam; † 26. August 1882 in Münster) war ein preußischer Generalmajor.

## Leben

### Herkunft
Wilhelm von Lüderitz war ein Sohn des preußischen Majors Georg von Lüderitz (1785–1859) und dessen Ehefrau Charlotte Eleonore, geborene Bluhm (1805–1833).

### Militärkarriere
Lüderitz besuchte die Kadettenhäuser in Potsdam und Berlin. Anschließend wurde er am 27. Mai 1845 als Sekondeleutnant dem 24. Infanterie-Regiment der Preußischen Armee überwiesen. Von Oktober 1847 bis April 1849 war er zum 3. kombinierten Reserve-Bataillon kommandiert. Mit seinem Regiment nahm Lüderitz 1849 an der Niederschlagung der Straßenkämpfe in Dresden sowie während der Niederschlagung der Badischen Revolution an den Gefechten bei Neudorf, Durlach, Malsch und Kuppenheim teil. Von Anfang April 1851 bis Mitte April 1853 war er dann als Adjutant beim II. Bataillon im 24. Landwehr-Regiment in Prenzlau kommandiert. Im Anschluss daran stieg er zum Adjutanten des I. Bataillons in Spandau auf. In dieser Stellung avancierte er im Juli 1855 zum Premierleutnant und wurde kurz darauf als Kompanieführer zunächst beim I. Bataillon im 24. Landwehr-Regiment kommandiert. Anfang November 1855 kam Lüderitz zum III. Bataillon und wurde Ende Mai 1859 Hauptmann. Mit der Rückkehr in sein Stammregiment wurde er am 17. Oktober 1860 zum Chef der 7. Kompanie in Havelberg ernannt. Während des Krieges gegen Dänemark war Lüderitz 1864 als Kompanieführer beim Ersatz-Bataillon kommandiert und nahm an der Belagerung der Düppeler Schanzen teil. Im Krieg gegen Österreich führte er seine Kompanie 1866 in der Schlacht bei Königgrätz.
Als Major kommandierte Lüderitz das I. Bataillon in Neuruppin während des Krieges gegen Frankreich in der Schlacht bei Vionville. Dabei wurde er schwer verwundet und war erst im Januar 1871 wieder dienstfähig. Für sein Verhalten erhielt Lüderitz das Eiserne Kreuz sowie das Mecklenburgische Militärverdienstkreuz II. Klasse und das Komturkreuz des Hausordens der Wendischen Krone. Er stieg im März 1873 zum Oberstleutnant auf und wurde am 30. April 1874 als Kommandeur des I. Bataillons in das 2. Hanseatische Infanterie-Regiment nach Hamburg versetzt. Unter Stellung à la suite beauftragte man ihn dann am 6. Juli 1875 zunächst mit der Führung des Oldenburgischen Infanterie-Regiments Nr. 91 und ernannte Lüderitz am 4. Januar 1876 zum Regimentskommandeur. In dieser Stellung stieg er im März 1876 zum Oberst auf und erhielt durch seinen Regimentschef Großherzog Peter II. das Ehrenkomturkreuz des Oldenburgischen Haus- und Verdienstordens des Herzogs Peter Friedrich Ludwig.
Aufgrund einer unwahren Meldung eines Musikers seines Regiments hatte Lüdewitz sich hinreißen lassen, widerrechtliche Verhaftungen von Zivilisten zu befehlen. Daraufhin wurde er durch ein Kriegsgericht zu einer Strafe von vierzehn Tagen Gefängnis verurteilt, die später auf drei Tage Stubenarrest reduziert wurde. Beschwerdeführend wandte sich der Großherzog an Kaiser Wilhelm I. und erbat eine Versetzung von Lüderitz. Er wurde daraufhin am 11. Februar 1879 als Kommandeur des 3. Kurhessischen Infanterie-Regiments Nr. 83 nach Kassel versetzt. Während eines Manövers erkrankte Lüderitz 1880 an einem Blutgeschwür und wurde nach seiner Genesung am 15. April 1882 unter Stellung à la suite des Regiments mit der Führung der 25. Infanterie-Brigade in Münster beauftragt. Mit der Beförderung zum Generalmajor folgte am 11. Juni 1882 seine Ernennung zum Brigadekommandeur. In dieser Stellung ist Lüderitz zwei Monate später verstorben.

### Familie
Lüderitz verheiratete sich am 31. März 1865 in Schwerin mit Bertha von der Lühe (1843–1914). Aus der Ehe gingen mehrere Kinder hervor: 
- Bodo (1866–1916), preußischer Major im Feldartillerie-Regiment „General-Feldzeugmeister“ (1. Brandenburgisches) Nr. 3, Gestütsdirektor in Labes
- Max (* 1867), preußischer Major im Grenadier-Regiment „König Friedrich Wilhelm I.“  (2. Ostpreußisches) Nr. 3
- Margarete  (* 1870)
- Anna (* 1879)

Der preußische Generalmajor Vicco von der Lühe war sein Schwager, Bruder seiner Ehefrau Bertha.